# Santena
Santena é uma comuna italiana da região do Piemonte, província de Turim, com cerca de 10.019 habitantes. Estende-se por uma área de 16 km², tendo uma densidade populacional de 626 hab/km². Faz fronteira com Chieri, Cambiano, Trofarello, Poirino, Villastellone.